# It’s Possible
It’s Possible – singel szwedzkiego duetu Roxette wydany 2 marca 2012 roku promujący album Travelling. 

## Lista utworów
- Digital download

1. "It’s Possible" (Version One) [Radio Edit] – 2:34

- CD Single

1. "It’s Possible" (Version One) [Radio Edit] – 2:34
2. "It’s Possible" (Tits & Ass Demo July 26, 2011) – 2:33